# Christoffer Karlsson
Linus Christoffer Karlsson (27 gennaio 1988) è un ex calciatore svedese, di ruolo centrocampista.

## Carriera

### Club
Karlsson iniziò la carriera con la maglia dell'Åtvidaberg. Esordì in squadra nel 2004 e vi rimase fino al 2006. L'anno successivo passò al Djurgården, dove non giocò alcun incontro di campionato. Nel 2008 tornò così all'Åtvidaberg, con la formula del prestito; il trasferimento diventò successivamente definitivo. Contribuì alla promozione nella Allsvenskan dell'anno successivo, potendo così esordire nella massima divisione svedese in data 15 marzo 2010, schierato titolare nella sconfitta per 2-0 sul campo dell'Örebro. Non riuscì a salvare la squadra dalla retrocessione, ma contribuì all'immediato ritorno nella Allsvenskan, nel 2011.
Nel 2012 trovò poco spazio giocando solo 2 partite, così ad agosto fu prestato al Varbergs BoIS in seconda serie. Rientrato dal prestito, nel 2013 non giocò alcuna partita di campionato con l'Åtvidaberg. A metà stagione è rimasto in città, trasferendosi però al Grebo IK militante in Division 4 (sesta serie). Fece un'altra apparizione con l'Åtvidaberg nel 2018, con la squadra che nel frattempo era scesa nella terza serie nazionale.